# Lucio Horacio Barbato
Lucio Horacio Barbato  fue un político y militar romano del siglo V a. C. perteneciente a la gens Horacia.

## Familia
Horacio fue miembro de los Horacios Barbatos, una de las ramas patricias de la gens Horacia. Fue hijo del consular Marco Horacio Barbato.

## Tribunado consular
Obtuvo el cargo de tribuno consular en el año 425 a. C., cuando se concedieron sendas treguas a veyentes y ecuos.